# Liste der Monuments historiques in Morley
Die Liste der Monuments historiques in Morley führt die Monuments historiques in der französischen Gemeinde Morley auf.

## Liste der Objekte
| Bezeichnung               | Beschreibung | Standort                                  | Kennzeichnung | Schutzstatus | Datum | Bild |
| ------------------------- | --- | ----------------------------------------- | ------------- | ------------ | ----- | ---- |
| Monstranz (1)             | Silber, vergoldet, Mitte des 19. Jahrhunderts; im Centre départemental d’art sacré in Saint-Mihiel deponiert             | in der Kirche St-Pierre-et-St-Paul (Lage) | PM55002121    | Inscrit      | 1991  |      |
| Altarkreuz (1)            | Messing, 18. Jahrhundert                                                                                                 | in der Kirche St-Pierre-et-St-Paul (Lage) | PM55002120    | Inscrit      | 1991  |      |
| Feuerspritze              | 1869 hergestellt | in der Mairie (Lage)                      | PM55002124    | Inscrit      | 2000  |      |
| Tablett mit zwei Kännchen | mit Etui; Kupfer und Silber, vergoldet, 19. Jahrhundert                                                                  | in der Kirche St-Pierre-et-St-Paul (Lage) | PM55002122    | Inscrit      | 1991  |      |
| Monstranz (2)             | Messing und Silber, vergoldet, Mitte des 19. Jahrhunderts; im Centre départemental d’art sacré in Saint-Mihiel deponiert | in der Kirche St-Pierre-et-St-Paul (Lage) | PM55002123    | Inscrit      | 1991  |      |
| Kelch und Patene          | Silber, vergoldet; Fuß von 1597, Kuppa aus dem 18. Jahrhundert                                                           | in der Kirche St-Pierre-et-St-Paul (Lage) | PM55000437    | Classé       | 1981  |      |
| Altarkreuz (2)            | Holz, bemalt, Elfenbein, 18. Jahrhundert                                                                                 | in der Kirche St-Pierre-et-St-Paul (Lage) | PM55001039    | Classé       | 1993  |      |
| Reliquienmonstranz        | Messing, versilbert, 18. Jahrhundert                                                                                     | in der Kirche St-Pierre-et-St-Paul (Lage) | PM55001037    | Classé       | 1993  |      |
| Weihrauchfass             | Messing, versilbert, 16. Jahrhundert                                                                                     | in der Kirche St-Pierre-et-St-Paul (Lage) | PM55001038    | Classé       | 1993  |      |
| Monstranz (3)             | mit Etui; Silber, Messing, Glas, 1783/84                                                                                 | in der Kirche St-Pierre-et-St-Paul (Lage) | PM55001036    | Classé       | 1993  |      |